# Ady Jung
Pour les articles homonymes, voir Jung.
Ady Jung, né le 13 décembre 1938 à Esch-sur-Alzette (Luxembourg) et mort le 15 septembre 2023, est un homme d'affaires et homme politique luxembourgeois, membre du Parti populaire chrétien-social (CSV)
À la suite des élections législatives du 18 juin 1989, Ady Jung fait son entrée à la Chambre des députés au sein de laquelle il représente la circonscription Sud. Il est réélu lors des élections législatives suivantes de 1994 et 1999. Nancy Arendt, indépendante, remplace le 3 juin 2003 Ady Jung, nommé membre du Conseil d’État au 28 mai 2003.
Ady Jung est nommé conseiller d’État le 28 mai 2003 en remplacement de Marcel Sauber (lb), fonction venue à terme le 12 décembre 2010 lorsqu'il démissionne pour limite d'âge, il est alors remplacé par Charles Lampers (lb).
Il est président du Conseil interparlementaire consultatif du Benelux du 1er janvier 1995 au 31 décembre 1996.

## Décoration
- Officier de l'ordre de la Couronne de chêne[6] (promotion 1999)